# قایقرانی با باد
قایقرانی با باد (به انگلیسی: Rowing with the Wind) فیلمی محصول سال ۱۹۸۸ و به کارگردانی گونسالو سوارس است. در این فیلم بازیگرانی همچون هیو گرانت، لیزی مکلنرنی، والنتینه پلکا، الیزابت هارلی، خوزه لوئیس گومز و رونان ویبرت ایفای نقش کرده‌اند.